# Hrutka János
Hrutka János (Budapest, 1974. október 26. –) magyar válogatott labdarúgó.

## Pályafutása

### Klubcsapatokban
Gyermekkorát Kőbányán töltötte. A Kőbányai Lombik csapatában kezdte labdarúgó pályafutását hatévesen. Innen került a Ferencváros ifi csapatához 11 éves korában. 1993-ban játszott először a Ferencváros felnőtt csapatában. Ebben az évben 2 hónapig kölcsönben az MTK-ban is focizott. 1993-ban, 1994-ben és 1995-ben a Fradival megnyerte a magyar kupát. 1995-ben megnyerte a Fradival a bajnokságot. Ennek köszönhetően a csapat kvalifikálta magát a Bajnokok-Ligája selejtezőkörébe, majd első magyar csapatként bejutott a BL-főtáblára. Hrutka pályára lépett kétszer a Real Madrid, egyszer a Grasshoppers és az Ajax csapata ellen is. A következő évben is sikerült megnyerni a bajnokságot. Ezek mellett a szuperkupát kétszer is sikerült elnyernie (1994, 1995).
1998-ban a Bundesliga újoncába, a Kaiserslauternbe igazolt, ahol Szűcs Lajos csapattársával sikerült megnyerni a Bundesligát. A következő évben a Bajnokok Ligájában pályára lépett a csoportkörben a PSV ellen. A negyeddöntőben pedig mindkétszer kezdőként lépett pályára a Bayern München ellen.
2000-ben hazaigazolt a Ferencvároshoz, 2001-ben újra bajnoki címet ünnepelt. Majd 2002-ben kölcsönbe a Vasashoz igazolt, innen pedig a Budapesti Honvédba. 2003-ban innen vonult vissza.

### A válogatottban
Többszörös utánpótlás válogatott. Részt vett 1995-ös U19-es labdarúgó-Európa-bajnokságon, ahol 5. helyezést értek el. Tagja volt az 1996-os olimpiai csapatnak, ám pályára nem lépett. A felnőtt válogatottban 1998-ban szerepelt először és 2002-ben utoljára. Emlékezetes szabadrúgás gólt lőtt a románoknak, angoloknak és a litvánoknak a címeres mezben.

## Sikerei, díjai

### Klubcsapatokkal
Ferencvárosi TC
- Magyar bajnok (3): 1995, 1996, 2001
- Magyar bajnoki bronzérmes (1):1997
- Magyar kupagyőztes (3): 1993, 1994, 1995
- Magyar szuperkupa-győztes (2): 1994, 1995
- Bajnokok ligája-csoportkör (1): 1995-1996

 Kaiserslautern
- Német bajnok (1): 1998
- Bajnokok ligája-negyeddöntő (1): 1998-1999

### A válogatottal
Magyarország U19
- U19-es Európa-bajnokság (1): 1995

 Magyarország
- Olimpia-csoportkörös (1): 1996 (nem játszott, tartalék)

Hrutka János legemlékezetesebb diadala kétségtelenül a német bajnoki cím az 1. FC Kaiserslauternnel és a Bajnokok Ligája szereplés a Ferencvárossal.

## Statisztika

### Mérkőzései a válogatottban
| Magyarország | Magyarország        | Magyarország                       | Magyarország   | Magyarország | Magyarország        | Magyarország | Magyarország | Magyarország |
| #            | Dátum               | Helyszín                           | Hazai          | Eredmény     | Vendég              | Kiírás       | Gólok        | Esemény      |
| ------------ | ------------------- | ---------------------------------- | -------------- | ------------ | ------------------- | ------------ | ------------ | ------------ |
| 1.           | 1998. március 25.   | Bécs, Ernst Happel Stadion         | Ausztria       | 2 – 3        | Magyarország        | barátságos   | -            |              |
| 2.           | 1998. április 20.   | Teherán, Azadi Stadion             | Irán           | 0 – 2        | Magyarország        | LG-kupa      | -            |              |
| 3.           | 1998. április 22.   | Teherán, Azadi Stadion (IRN)       | Macedónia      | 0 – 0        | Magyarország        | LG-kupa      | -            |              |
| 4.           | 1998. május 27.     | Nyíregyháza, Városi Stadion        | Magyarország   | 1 – 0        | Litvánia            | barátságos   | 1            | 49' 80'      |
| 5.           | 1998. augusztus 19. | Zalaegerszeg, ZTE Stadion          | Magyarország   | 2 – 1        | Szlovénia           | barátságos   | -            | 89'          |
| 6.           | 1998. szeptember 6. | Budapest, Népstadion               | Magyarország   | 1 – 3        | Portugália          | Eb-selejtező | -            |              |
| 7.           | 1998. október 10.   | Bakı, Tofik Bahramov Stadion       | Azerbajdzsán   | 0 – 4        | Magyarország        | Eb-selejtező | -            |              |
| 8.           | 1998. október 14.   | Budapest, Népstadion               | Magyarország   | 1 – 1        | Románia             | Eb-selejtező | 1            | 82'          |
| 9.           | 1998. november 18.  | Budapest, Üllői úti Stadion        | Magyarország   | 2 – 0        | Svájc               | barátságos   | -            |              |
| 10.          | 1999. március 10.   | Budapest, Üllői úti Stadion        | Magyarország   | 1 – 1        | Bosznia-Hercegovina | barátságos   | -            |              |
| 11.          | 1999. március 27.   | Budapest, Üllői úti Stadion        | Magyarország   | 5 – 0        | Liechtenstein       | Eb-selejtező | -            | 77'          |
| 12.          | 1999. március 31.   | Pozsony, Tekelné Pole Stadion      | Szlovákia      | 0 – 0        | Magyarország        | Eb-selejtező | -            |              |
| 13.          | 1999. április 28.   | Budapest, Népstadion               | Magyarország   | 1 – 1        | Anglia              | barátságos   | 1            | 77'          |
| 14.          | 1999. június 5.     | Bukarest, Steaua Stadion           | Románia        | 2 – 0        | Magyarország        | Eb-selejtező | -            |              |
| 15.          | 1999. június 9.     | Győr, Rába ETO Stadion             | Magyarország   | 0 – 1        | Szlovákia           | Eb-selejtező | -            |              |
| 16.          | 1999. augusztus 18. | Budapest, Üllői úti Stadion        | Magyarország   | 1 – 1        | Moldova             | barátságos   | -            |              |
| 17.          | 1999. szeptember 8. | Budapest, Üllői úti Stadion        | Magyarország   | 3 – 0        | Azerbajdzsán        | Eb-selejtező | -            |              |
| 18.          | 2000. február 23.   | Budapest, Üllői úti Stadion        | Magyarország   | 0 – 3        | Ausztrália          | barátságos   | -            |              |
| 19.          | 2000. március 29.   | Debrecen, Oláh Gábor utcai stadion | Magyarország   | 0 – 0        | Lengyelország       | barátságos   | -            |              |
| 20.          | 2000. április 26.   | Belfast, Windsor Park              | Észak-Írország | 0 – 1        | Magyarország        | barátságos   | -            |              |
| 21.          | 2000. május 31.     | Győr, Rába ETO Stadion             | Magyarország   | 2 – 2        | Szaúd-Arábia        | barátságos   | -            |              |
| 22.          | 2000. június 3.     | Budapest, Fáy utcai Stadion        | Magyarország   | 2 – 1        | Izrael              | barátságos   | -            |              |
| 23.          | 2001. augusztus 15. | Budapest, Népstadion               | Magyarország   | 2 – 5        | Németország         | barátságos   | -            | 46'          |
| 24.          | 2002. március 27.   | Chișinău                           | Moldova        | 0 – 2        | Magyarország        | barátságos   | -            | 77'          |
|              | Összesen            |                                    |                | 24           | mérkőzés            |              | 3            | gól          |

## Könyv
- Fehér Ildikó-Hrutka János: Ha én ezt a klubokról elmesélem...

## Filmszerep
- Gólkirályság (2023)